# Pantylus
Pantylus is een monotypisch geslacht van uitgestorven amfibieën uit het Vroeg-Perm. De enige soort die in het geslacht wordt geplaatst is Pantylus cordatus.

## Kenmerken
Deze microsauriër werd ongeveer vijfentwintig centimeter lang, had een grote kop, een klein, met schubben bezet lichaam en krachtige poten. De staart en de ledematen waren vrij klein. Pantylus was waarschijnlijk grotendeels een landdier, te oordelen naar zijn goedgebouwde poten. Het had talloze stompe tanden en was waarschijnlijk op jacht naar ongewervelde prooien.

## Leefwijze
Het dier was goed aangepast aan het leven op het land. Zijn voedsel verkreeg hij door al rennende achter insecten en andere ongewervelde prooien aan te jagen.

## Vondsten
Fossiele vondsten zijn gedaan in Noord-Amerika, met name Texas.